# Acutotyphlops kunuaensis
Acutotyphlops kunuaensis là một loài rắn trong họ Typhlopidae. Loài này được Wallach miêu tả khoa học đầu tiên năm 1995.